# Olive Kitteridge (Miniserie)
Olive Kitteridge ist eine US-amerikanische Miniserie, die auf dem gleichnamigen Roman von Elizabeth Strout basiert und für den Fernsehsender HBO produziert wurde. Die Serie erzählt das Leben der Mathematiklehrerin Olive Kitteridge, dargestellt von Frances McDormand. In weiteren wichtigen Rollen sind Richard Jenkins, Zoe Kazan und Bill Murray zu sehen. Die vier Folgen basieren jeweils auf einem wichtigen Erzählstrang des Romans. Ausführende Regisseurin war Lisa Cholodenko.
Die Serie wurde mit zahlreichen Kritikerpreisen und Auszeichnungen ausgezeichnet, unter anderem konnte sie 2015 insgesamt acht Emmys gewinnen.

## Handlung
Olive Kitteridge ist eine Mathematiklehrerin und lebt in der (fiktiven) Küstenstadt Crosby in Maine. Sie ist eine misanthropische, strenge, jedoch auch gleichzeitig gutherzige Person. Sie lebt zusammen mit ihrem Ehemann, dem Apotheker Henry, und ihrem Sohn Christopher. Seit 25 Jahren hat Olive bereits mit Depressionen, Trauer, Eifersucht und familiären Problemen zu kämpfen.

## Besetzung und Synchronisation
Für die deutsche Synchronisation ist die Synchronfirma FFS Film- & Fernseh-Synchron GmbH in München und Berlin unter dem Dialogbuch von Manja Condrus und Cosima Kretz und der Dialogregie von Antonia Ganz verantwortlich.
| Schauspieler          | Rolle                         | Synchronsprecher      |
| --------------------- | ----------------------------- | --------------------- |
| Frances McDormand     | Olive Kitteridge              | Angelika Bender       |
| Richard Jenkins       | Henry Kitteridge              | Bodo Wolf             |
| Zoe Kazan             | Denise Thibodeau              | Farina Brock          |
| Rosemarie DeWitt      | Rachel Coulson                | Katrin Zimmermann     |
| Martha Wainwright     | Angela O’Meara                | Andrea Aust           |
| John Gallagher Jr.    | Christopher Kitteridge        | Ricardo Richter       |
| Devin Druid           | Christopher Kitteridge (Kind) | Leonard Rosemann      |
| Cory Michael Smith    | Kevin Coulson                 | Karim El Kammouchi    |
| John Mullen           | Kevin Coulson (Kind)          | Manuel Scheuernstuhl  |
| Ann Dowd              | Bonnie Newton                 | Eva Maria Bayerwaltes |
| Jesse Plemons         | Jerry McCarthy                | Nick Forsberg         |
| Bill Murray           | Jack Kennison                 | Arne Elsholtz         |
| Peter Mullan          | Jim O’Casey                   | Thomas Rauscher       |
| Rachel Brosnahan      | Patty Howe                    | Thomas Rauscher       |
| Brady Corbet          | Henry Thibodeau               | Tom Radisch           |
| Maryann Urbano        | Linda Kennison                | Bettina Kenter        |
| Libby Winters         | Suzanne                       | Laura Preiss          |
| Patricia Kalember     | Joyce                         | Laura Preiss          |
| Audrey Marie Anderson | Ann                           | Caroline Combrinck    |
| Donna Mitchell        | Louise Larkin                 | Denise Gorzelanny     |
| Frank L. Ridley       | Mr. Thibodeau                 |                       |

## Episodenliste
| Nummer | Deutscher Titel  | Originaltitel    | Erstausstrahlung (USA) | Erstausstrahlung (D) |
| 1      | Apotheke         | Pharmacy         | 2. November 2014       | 3. Februar 2015      |
| 2      | Auflaufende Flut | Incoming Tide    | 2. November 2014       | 10. Februar 2015     |
| 3      | Ein anderer Weg  | A Different Road | 3. November 2014       | 17. Februar 2015     |
| 4      | Sicherheit       | Security         | 3. November 2014       | 24. Februar 2015     |

## Ausstrahlung
Die ersten zwei Folgen der Serie wurden am 2. November, die letzten beiden am 3. November 2014 auf HBO ausgestrahlt.
In Deutschland war die Serie vom 3. bis zum 24. Februar 2015 auf Sky Atlantic HD zu sehen.

## Rezeption

### Kritik
Die erste Staffel der Serie erhielt bei Metacritic ein Metascore von 89/100 basierend auf 20 Rezensionen.
Henning Harder von Serienjunkies.de lobt vor allem die schauspielerische Leistung der Schauspieler, allen voran die von Frances McDormand: „Mit der Titelrolle in Olive Kitteridge hat sich Frances McDormand selbst übertroffen. Die vierteilige Miniserie erzählt die Geschichte einer verbitterten Frau, die mit ihrer Einsamkeit konfrontiert wird. Ein packendes Drama zwischen Tragik und Komik. […] Sie zeichnet ihre Olive Kitteridge mit einer Härte aus, die zwar keine Abweichung duldet, jedoch gleichzeitig zu jeder Zeit vermittelt, dass dahinter ein zutiefst verletzbarer Charakter steckt. Dieser Zug wird dabei im Laufe der Geschichte immer deutlicher und gräbt sich seinen Weg ans Tageslicht.“ Als Fazit schreibt er: „Mit ‚Olive Kitteridge‘ zeigt der US-Sender HBO mal wieder, was er am besten kann: Gutes Drama erzählen. Dies liegt zum einen an der Geschichte der renommierten Buchvorlage von Elizabeth Strout, zum anderen an Frances McDormands außergewöhnlicher Charakterdarstellung.“
Benjamin Moldenhauer, Journalist bei Spiegel Online, schreibt in seinem Fazit: „Das hat man nicht häufig: Eine Serie, die ihren Cliffhanger bereits nach der dritten Minute platziert. Und auch sonst erhebt sich ‚Olive Kitteridge‘ mit Frances McDormand über die ohnehin schon hohen US-Serienstandards. […] Frances McDormand spielt hier die Rolle ihres Lebens […]. Wie zuletzt ‚Top of the Lake‘ und ‚True Detective‘ gehört ‚Olive Kitteridge‘ zu den wenigen TV-Produktionen, deren Bilder an die Ästhetik des Kinos anschließen. […] Auch in ‚Olive Kitteridge‘ wird das Allgemeine und Exemplarische aus dem Besonderen herausgeschält. Und wie auch in Lisa Cholodenkos Arbeiten für die große Leinwand genügen hier eine kleine Geste, ein Wechsel des Tonfalls oder eine minimale Veränderung in der Mimik, um zu zeigen, was es bedeuten kann, über Jahre denselben Menschen zu lieben.
Somit sehen wir ein am Ende dann doch ganz normales Leben, man erkennt sich wieder – wenn auch vielleicht nicht immer gerne. Es ist dieser gleichermaßen analytische wie empathische Blick, der ‚Olive Kitteridge‘ zu einer der besten Serien der letzten Jahre macht.“
Auch Oliver Kaever von Zeit.de urteilt positiv über die Serie: „[…] Olive Kitteridge zeigt, dass die große Zeit der Serie natürlich keineswegs vorbei ist. […] Den Machern gelingt es, alles zu einem kompakten Meisterwerk zusammenzuschnüren: Das epische Erzählen des Romans; das Dramatische der TV-Serie; das Visuelle des Kinos. […] Aus einem impressionistisch hingetupften, luftig erzählten Roman wird in der Serie ein starkes, konzentriertes Drama. […] Aber Drehbuchautorin Jane Anderson geht einen anderen Weg: Sie streicht Episoden und Figurenpersonal radikal zusammen, spinnt andere Erzählfäden auf eigene Faust fort. Und sie schiebt eine Figur ganz eindeutig in den Mittelpunkt: Die von Frances McDormand mit furchterregender Ehrlichkeit gespielte Olive Kitteridge.
Diese erzählerische Konzentration hat zur Folge, dass die Motive und Themen, die sich im Roman vielschichtig und mehrdeutig verstreut finden, in der Serie wuchtig und dramatisch wirken. Es geht um das Leben in einer Ehe, die trotz aller Dramen Jahrzehnte überdauert. Um Altern und Vergehen, um Depressionen, Selbstmordgedanken und das Sterben. […] Olive Kitteridge ist ein eigenständiges Kunstwerk, das sich mit anderen Erzählgattungen nicht vergleichen lassen muss. Es ist nicht Roman, nicht Kino. Sondern ein ganz starkes Stück Fernsehen.“

### Auszeichnungen und Nominierungen (Auswahl)
Emmy
- Outstanding Limited Series – gewonnen
- Outstanding Lead Actor in a Limited Series or a Movie – Richard Jenkins – gewonnen
- Outstanding Lead Actress in a Limited Series or a Movie – Frances McDormand – gewonnen
- Outstanding Supporting Actor in a Limited Series or a Movie – Bill Murray – gewonnen
- Outstanding Supporting Actress in a Limited Series or a Movie – Zoe Kazan – nominiert
- Outstanding Directing for a Limited Series, Movie or a Dramatic Special – Lisa Cholodenko – gewonnen
- Outstanding Writing for a Limited Series, Movie or a Dramatic Special – Jane Anderson – gewonnen
- Outstanding Casting for a Limited Series, Movie or a Special – Laura Rosenthal & Carolyn Pickman – gewonnen
- Outstanding Costumes for a Contemporary Series, Limited Series or Movie – Jenny Eagan & Debbie Holbrook – nominiert
- Outstanding Hairstyling for a Limited Series or a Movie – Cydney Cornell – nominiert
- Outstanding Main Title Design – Garson Yu, Synderela Peng, Michael Lane Parks & Alex Pollini – nominiert
- Outstanding Makeup for a Limited Series or a Movie – Christien Tinsley, Gerald Quist & Liz Bernstrom – nominiert
- Outstanding Single-Camera Picture Editing for a Limited Series or a Movie – Jeffrey M. Werner – gewonnen

Golden Globe Award

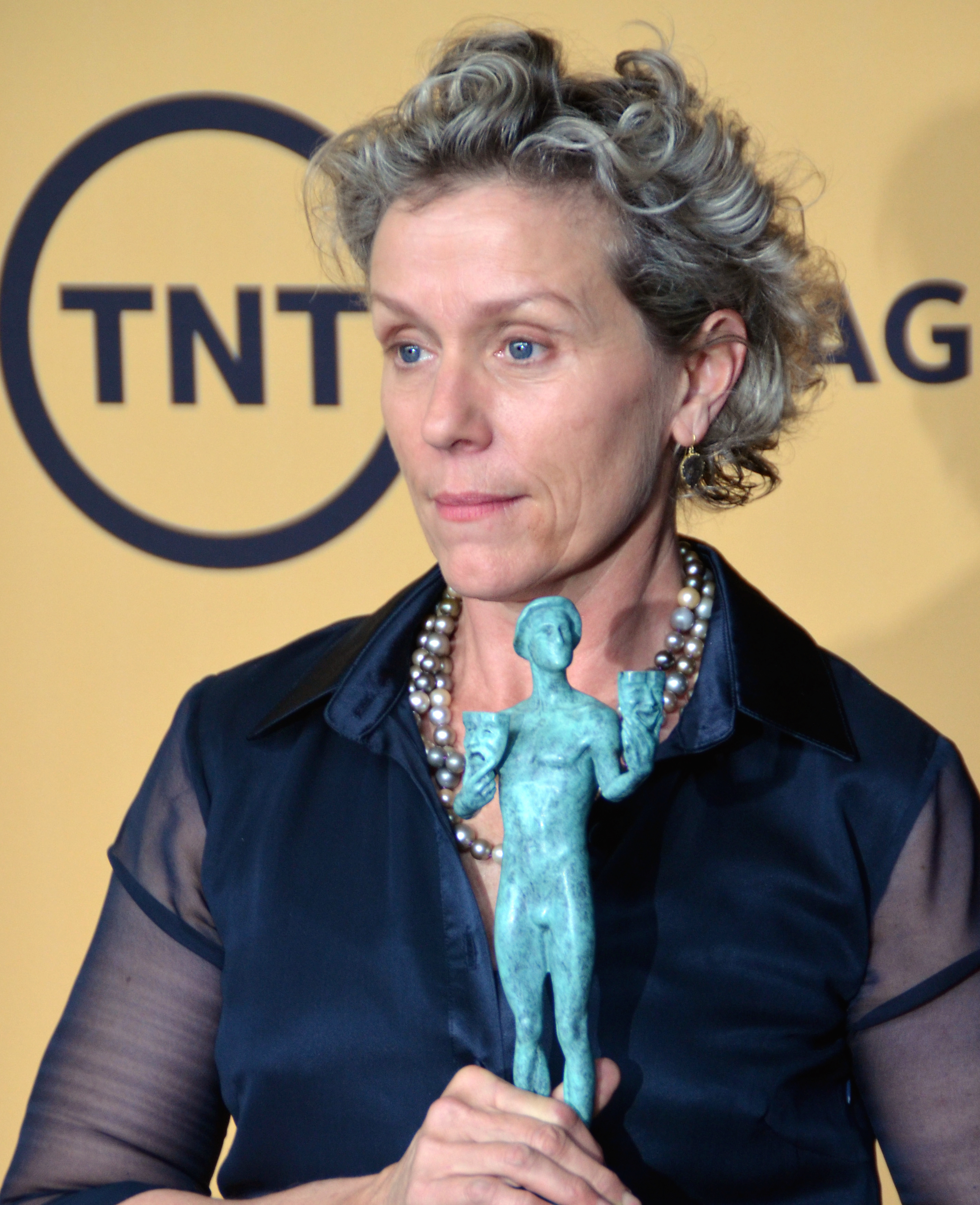
Frances McDormand mit ihren gewonnenen SAG-Award (2015)

- Best Actress – Miniseries or Television Film – Frances McDormand – nominiert
- Best Miniseries or Television Film – nominiert
- Best Supporting Actor – Series, Miniseries or Television Film – Bill Murray – nominiert

SAG-Award
- Beste Darstellerin in einem Fernsehfilm oder Miniserie – Frances McDormand – gewonnen
- Bester Darsteller in einem Fernsehfilm oder Miniserie – Richard Jenkins – nominiert